# Carlos Correia
Carlos Correia (* 6. November 1933; † 14. August 2021) war von September 2015 bis Mai 2016 Premierminister von Guinea-Bissau. Zuvor übte er dieses Amt bereits von 1991 bis 1994, von 1997 bis 1998 und von 2008 bis 2009 aus.

## Politische Laufbahn
Er gehörte seit der Zeit des Unabhängigkeitskrieges gegen Portugal der Partei Partido Africano da Indepencia da Guinea e Cabo Verde (PAIGC) an, die das Land bis 1999 regierte. In der Regierung von Francisco Mendès in den 1970er Jahren war er Finanzminister. In den 1980er Jahren war er Mitglied des Politbüros der PAIGC und im Staatsrat zuständig für Landwirtschaft und Fischerei.

## Premierminister
Nach der Wiedereinführung des 1984 abgeschafften Amtes wurde er am 27. November 1991 erstmals Premierminister unter dem seit 1980 regierenden Präsidenten João Bernardo Vieira. Nachdem im Juli 1994 erstmals freie Präsidentschafts- und Parlamentswahlen stattgefunden hatten, bei denen die PAIGC siegte, wurde deren Generalsekretär Manuel Satumino da Costa am 26. Oktober 1994 sein Nachfolger als Regierungschef.
Nach dessen Entlassung am 26. Mai 1997 wurde er am 6. Juni 1997 erneut zum Premierminister ernannt. Diese Ernennung wurde im Oktober vom Obersten Gericht als nicht verfassungsgemäß verworfen, da Präsident Vieira das Parlament vorher nicht konsultiert hatte. Eine Woche später wurde er im Amt bestätigt. Seine zweite Amtszeit, die bis zum 3. Dezember 1998 dauerte, wurde vom Beginn des Bürgerkriegs nach der Rebellion des im Juni 1998 entlassenen Stabschefs der Armee, General Ansumané Mané, überschattet. Im November 1998 unterzeichneten Regierung und Rebellen, die inzwischen einen Großteil des Landes kontrollierten, ein Friedensabkommen, das etwa drei Monate hielt.

## Weitere Laufbahn
Nach dem Sturz Vieiras im Mai 1999 kam er kurzzeitig gemeinsam mit anderen Gefolgsleuten des ehemaligen Präsidenten in Haft.
Während der Präsidentschaft Kumba Ialás wurde er im Februar 2003 gemeinsam mit vier anderen PAIGC-Mitgliedern wegen der Hinrichtung von fünf Personen nach einem Putschversuch 1986 inhaftiert, nach vier Tagen aber wieder freigelassen.
2005 wurde er zeitweise als Präsidentschaftskandidat seiner Partei gehandelt, nominiert wurde dann aber Malam Bacai Sanhá, der am 24. Juli gegen den zurückgekehrten Vieira im zweiten Wahlgang verlor.
Im August 2008 wurde Correia zum dritten Mal Premierminister von Guinea-Bissau, nach den Parlamentswahlen vom 16. November 2008 wurde Carlos Gomes Júnior mit der Regierungsbildung beauftragt.